# Église de l'Apôtre-et-Évangéliste-Jean-le-Théologien de Kouchtchiovskaïa
L'église de l'Apôtre-et-Évangéliste-Jean-le-Théologien (russe : храм апостола и евангелиста Иоанна Богослова) est un édifice religieux orthodoxe russe situé à Kouchtchiovskaïa, en Russie.

## Histoire
L'église est mise en service en mars 1996. En 2014, l'église est le lieu d'un règlement de comptes entre ecclésiastiques : un curé, démis de ses fonctions, est accusé d'avoir tiré au fusil de chasse sur des représentants de l'éparchie qui auraient en retour soudé son portillon reliant à la cour de l'église.